# Căprioara, Cluj

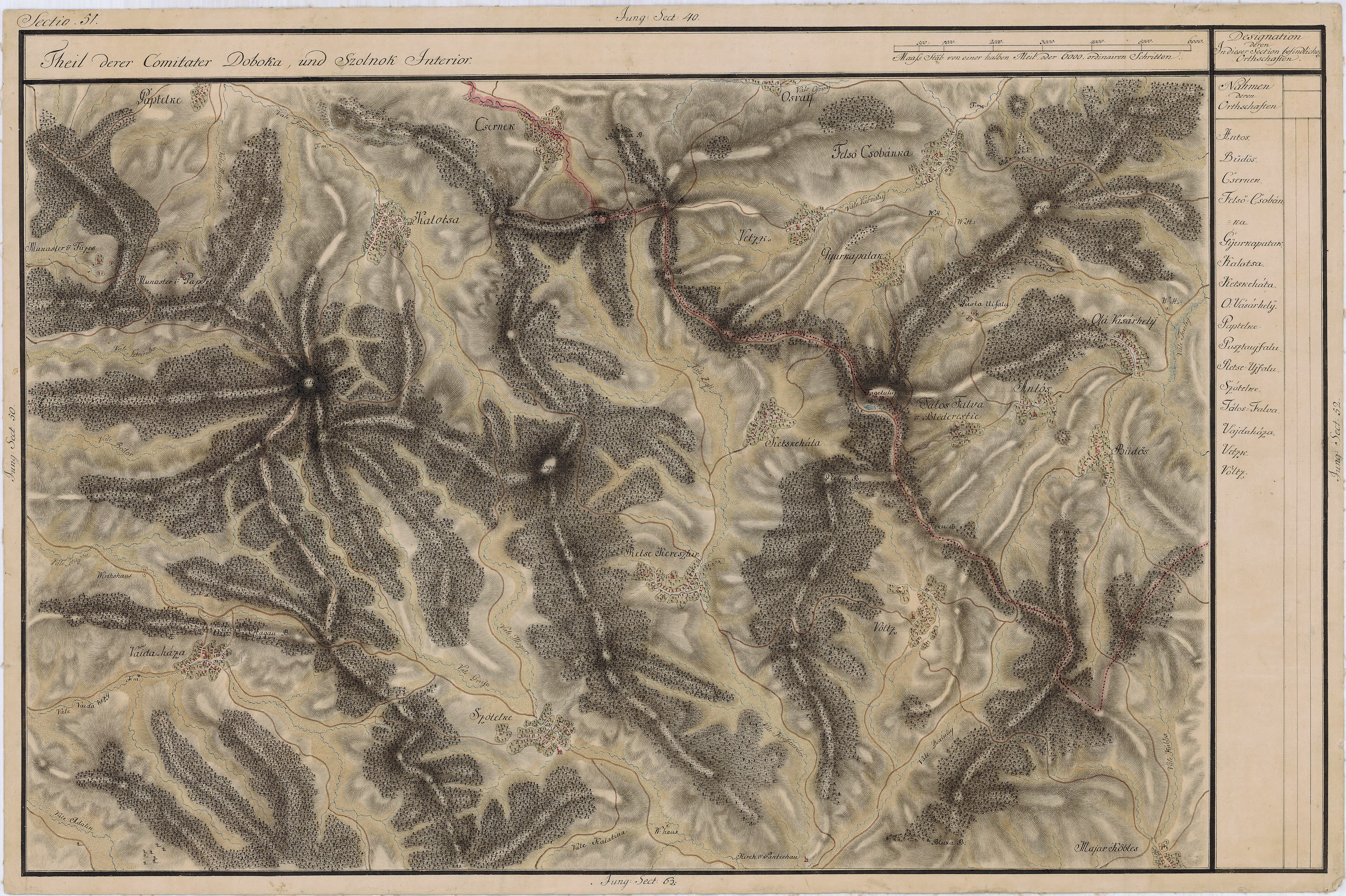
Căprioara pe Harta Iosefină a Transilvaniei, 1769-73

Căprioara (în maghiară Kecskeháta) este un sat în comuna Recea-Cristur din județul Cluj, Transilvania, România.

## Imagini

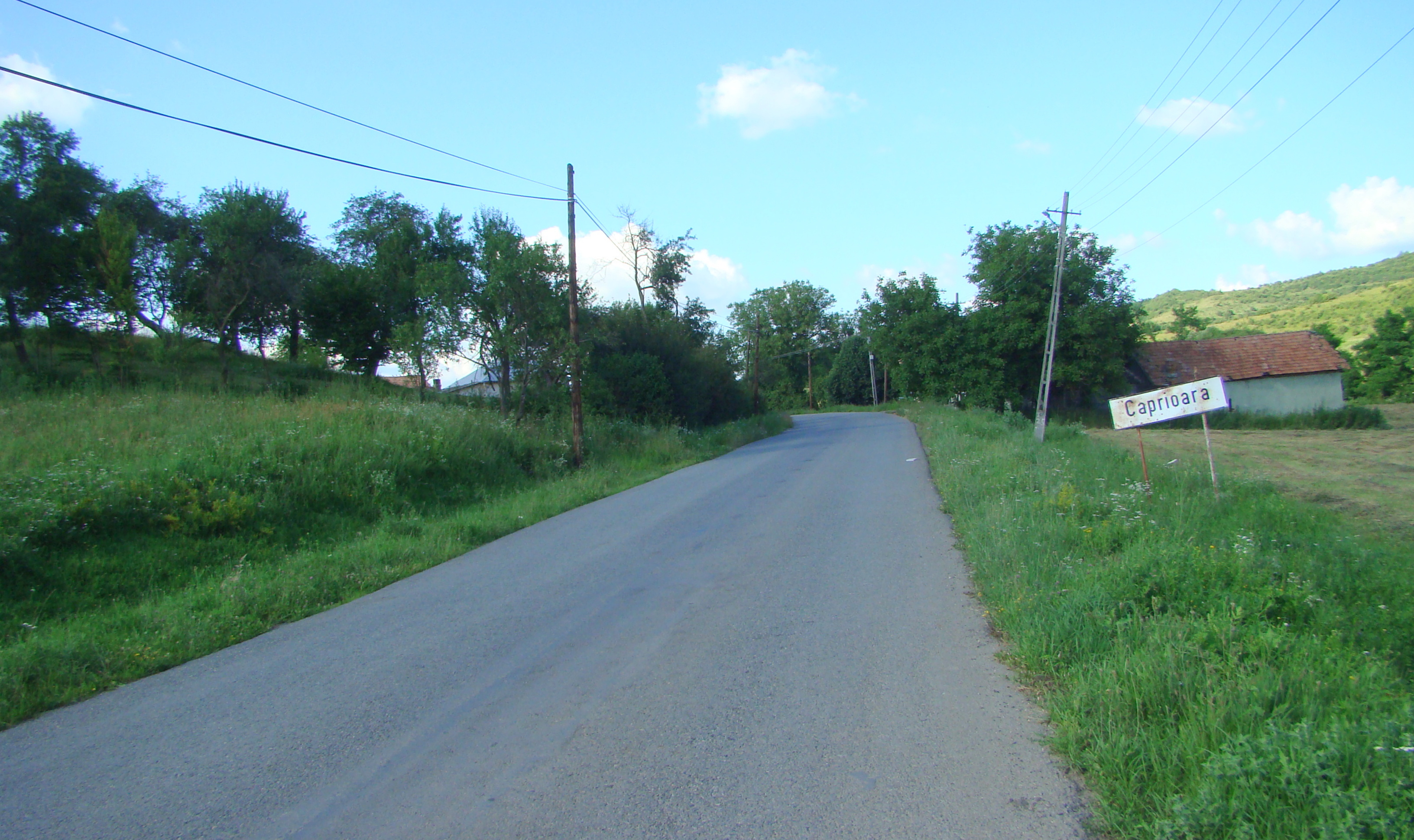
Intrarea în localitate
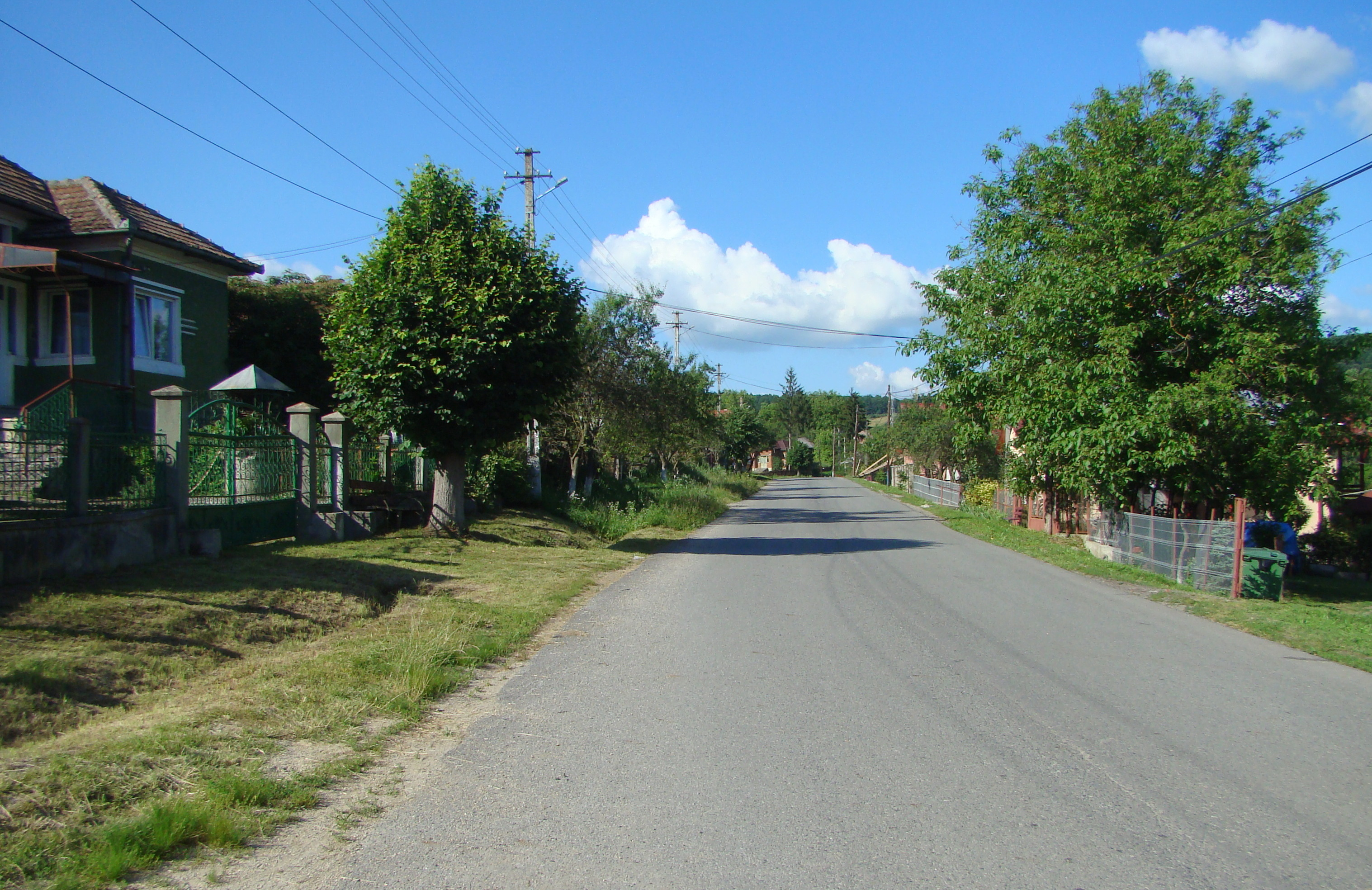
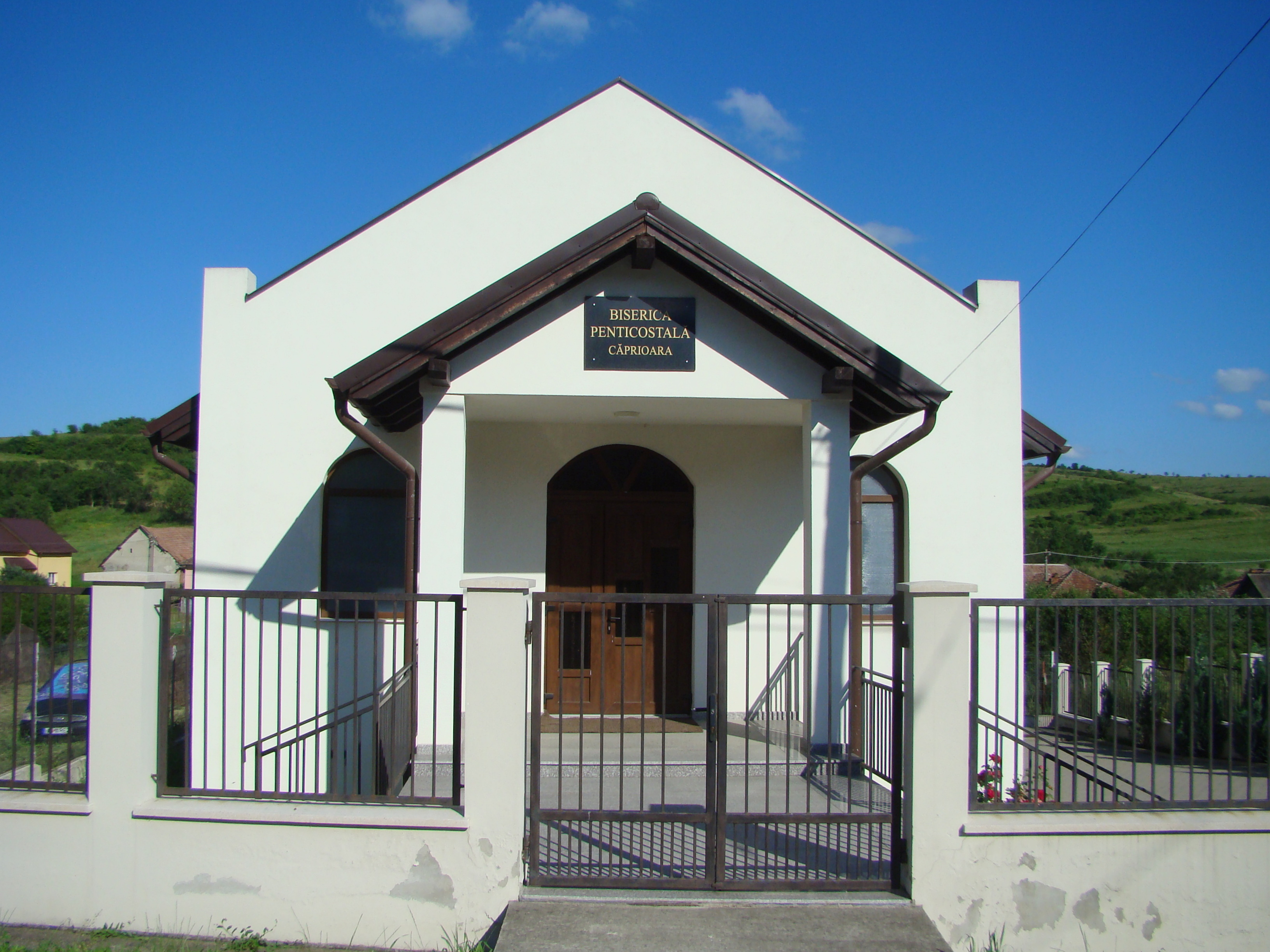
Biserica penticostală
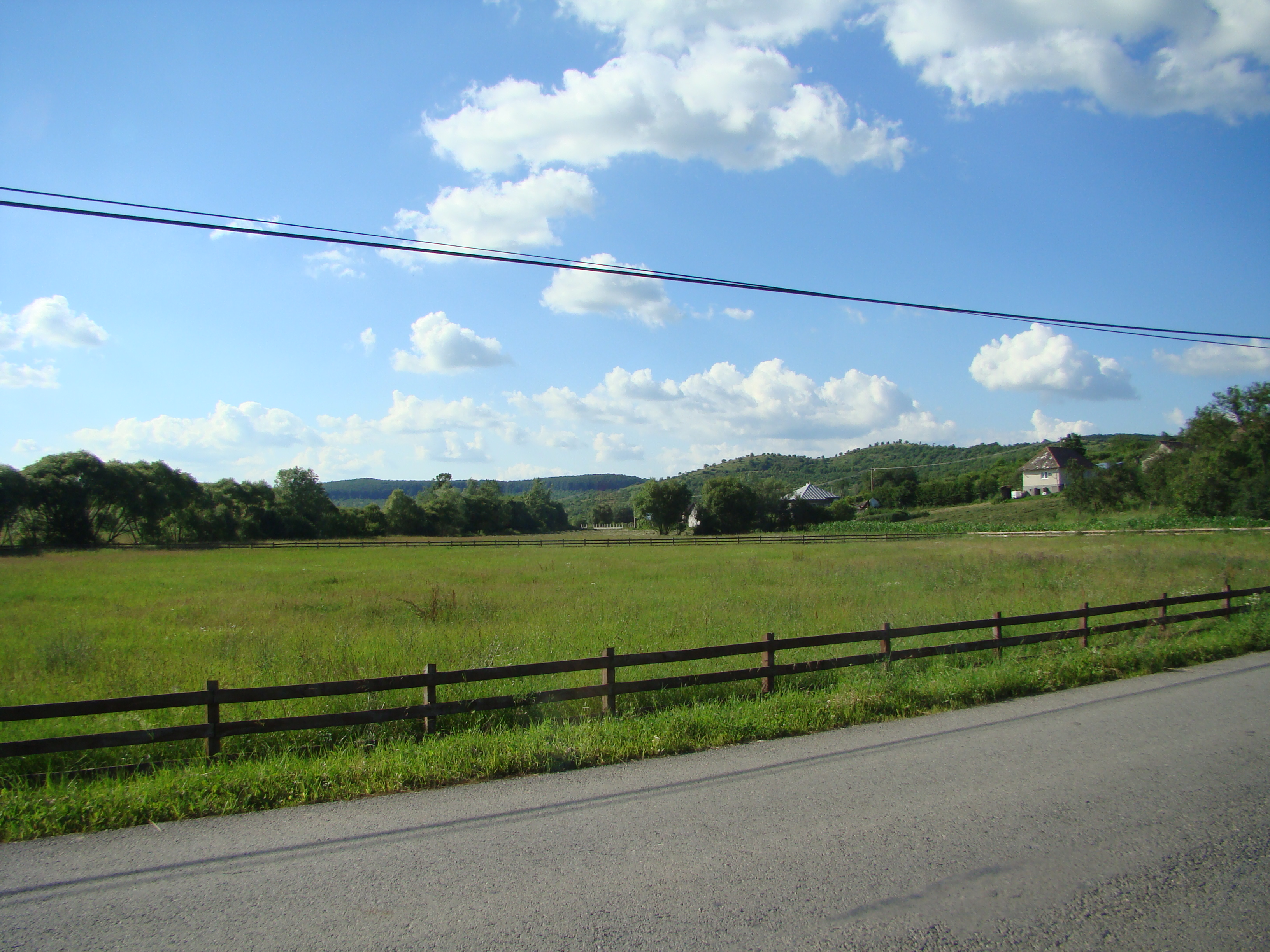
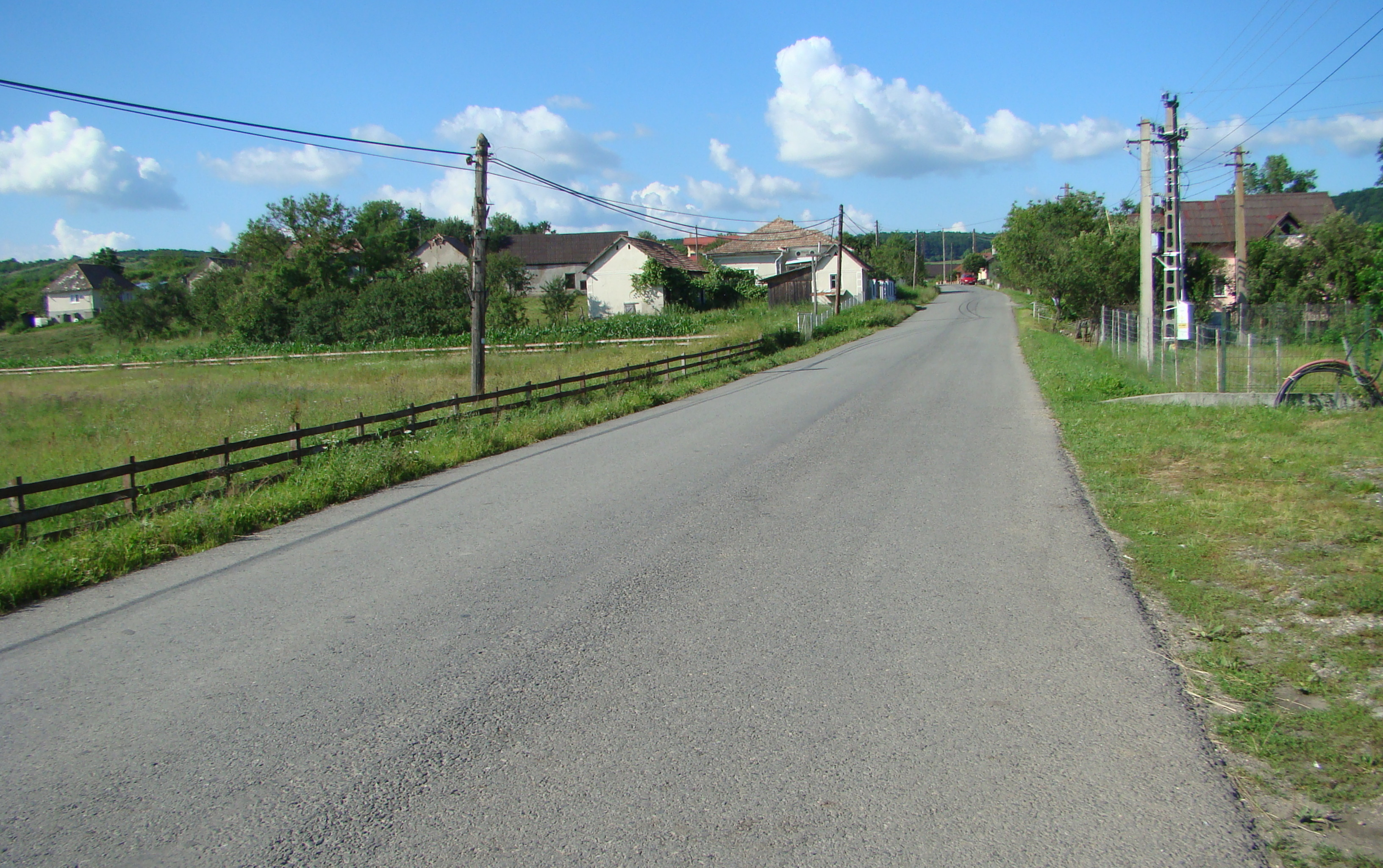
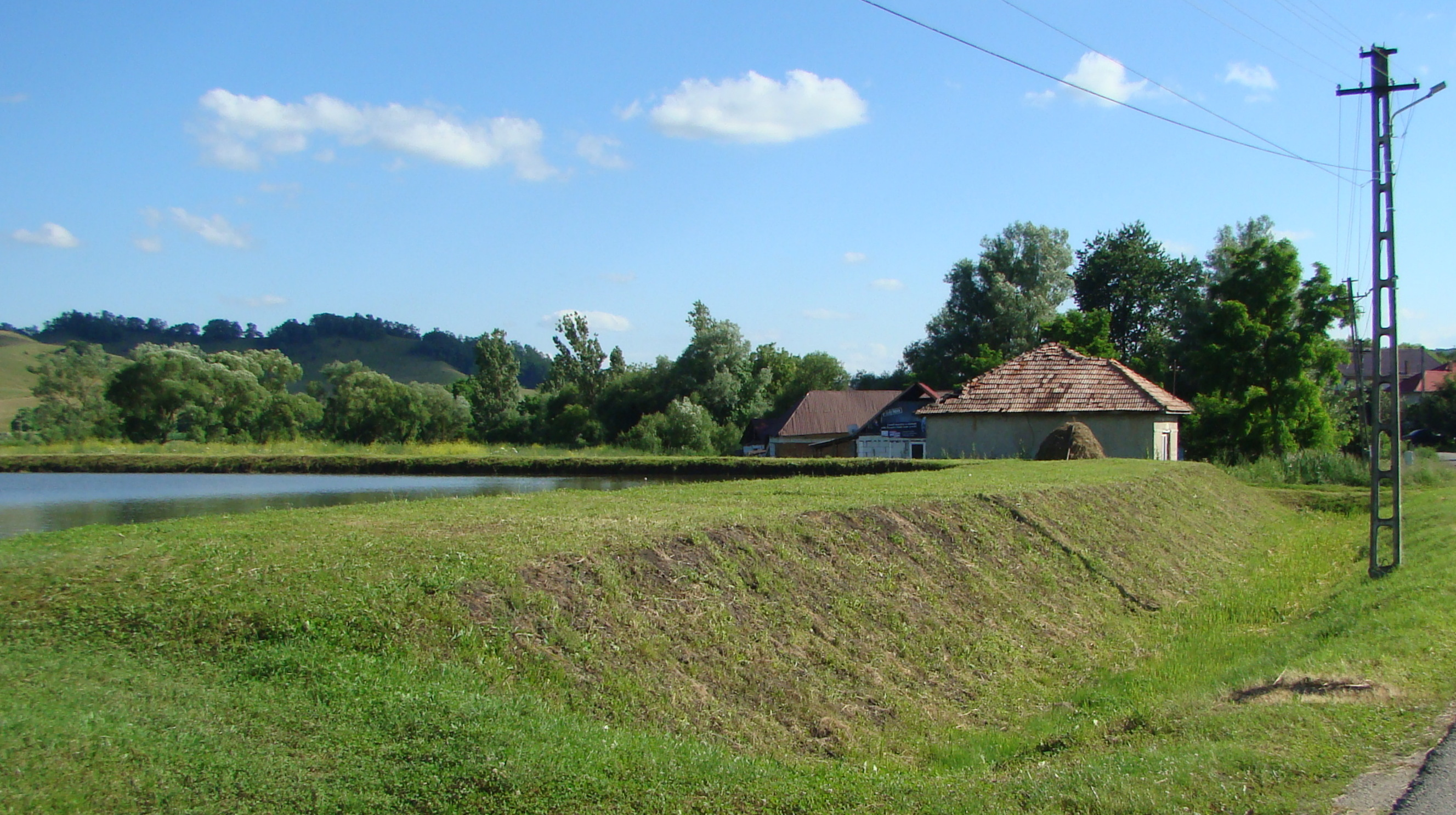
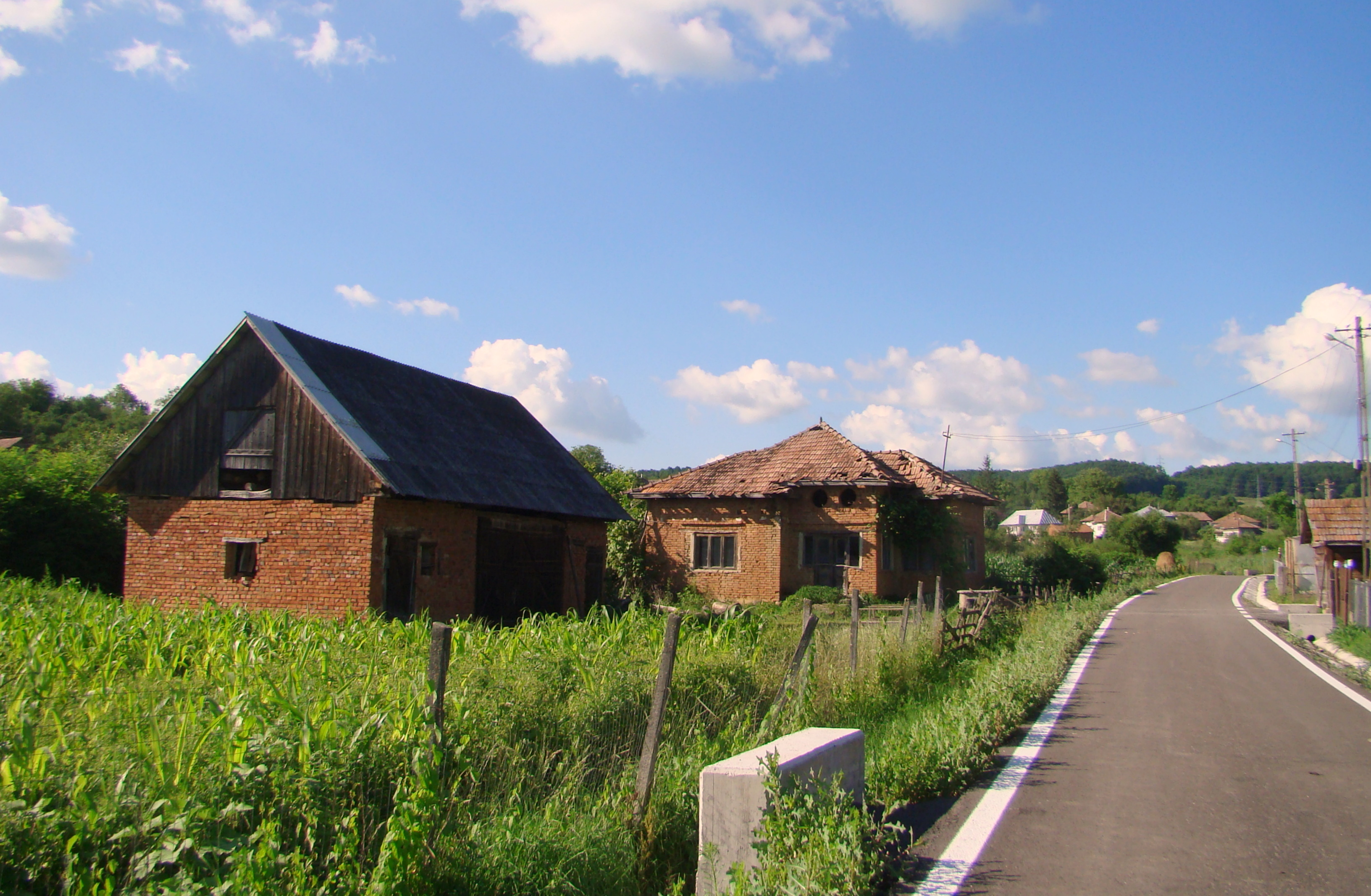
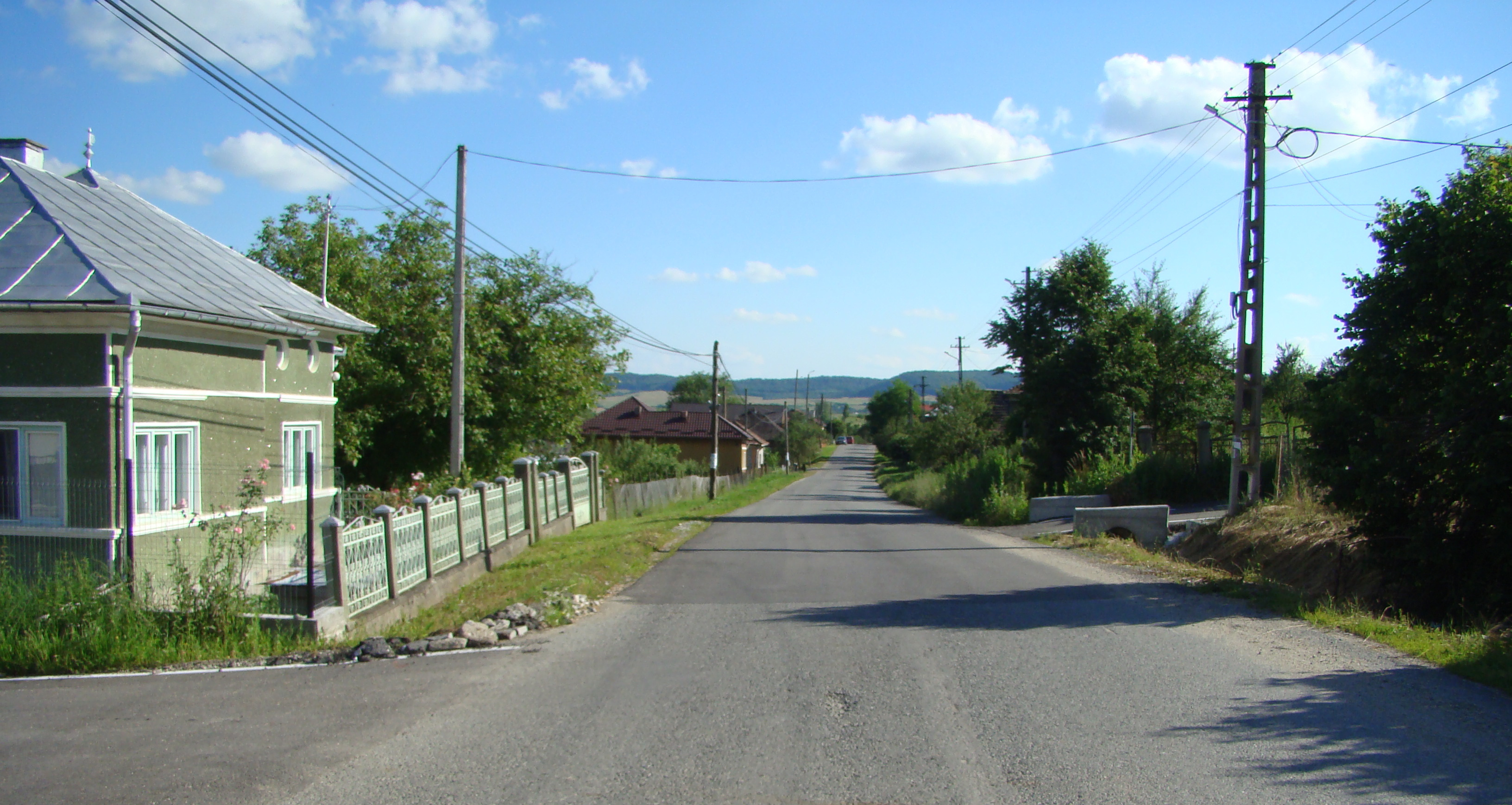
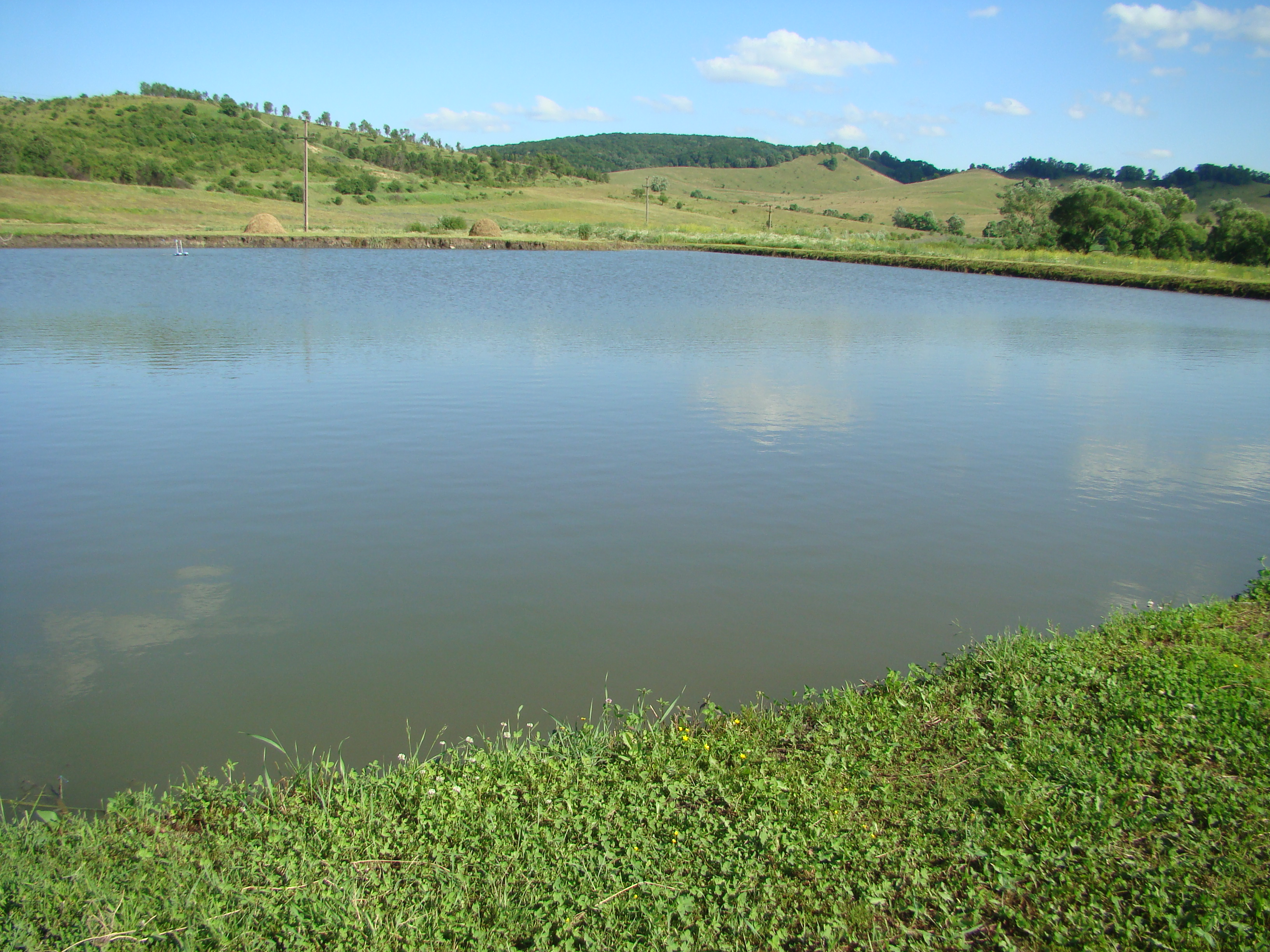
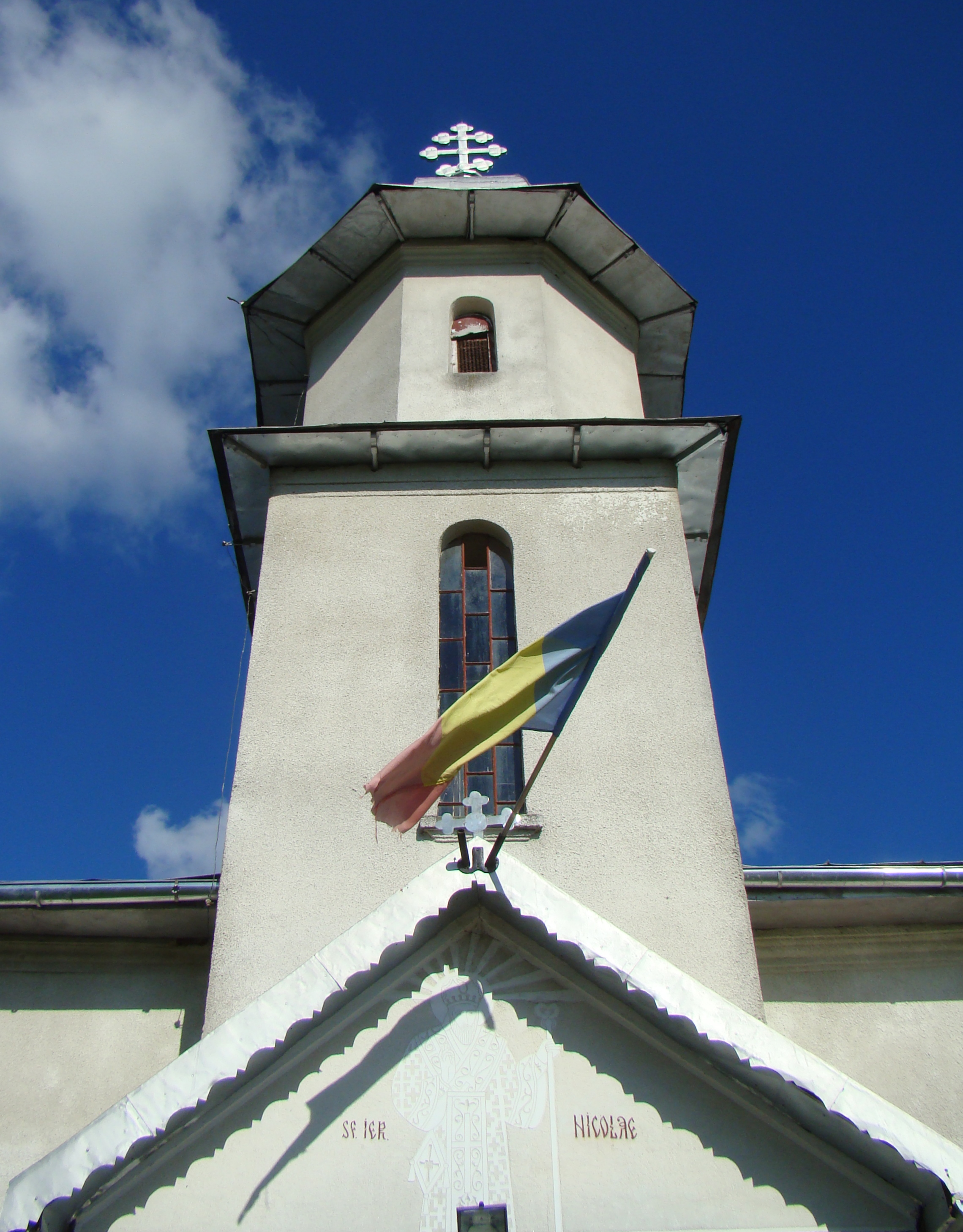
Turnul bisericii ortodoxe
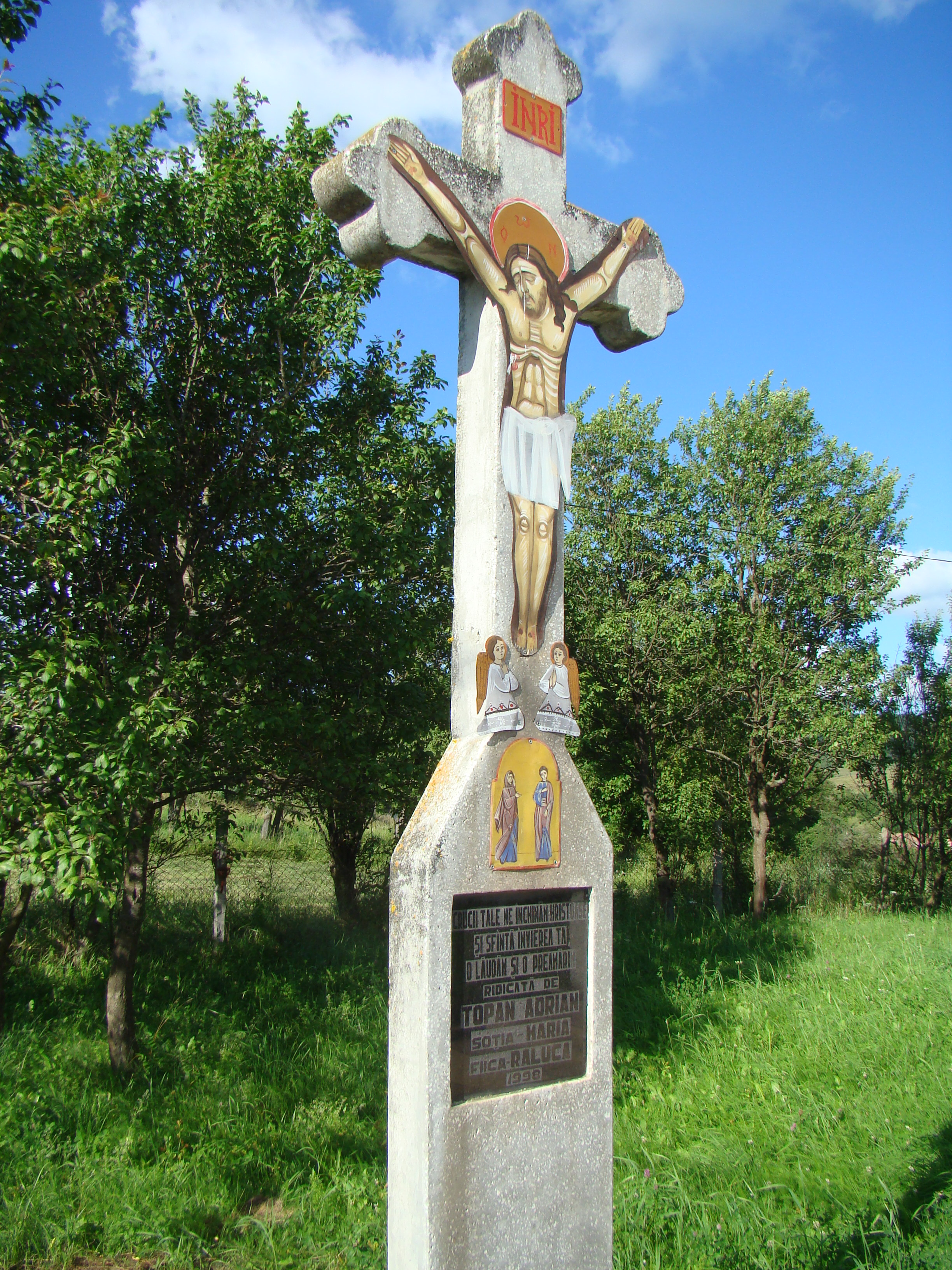